# Al-Mahdi abbászida kalifa
Al-Mahdi billáh (arab betűkkel المهدي بالله – al-Mahdī billāh), eredeti nevén Abu Abdalláh Muhammad (أبو عبد الله محمد – Abū ʿAbdallāh Muḥammad; Ízádzs, 742–745 között – Mászabadzán, 785. augusztus 4.), Abu Dzsaafar al-Manszúr fia volt az Abbászida-dinasztia harmadik kalifája (uralkodott 775 októberétől haláláig). Nevéhez fűződik a Bizánci Birodalom elleni támadások ismételt megindítása és a szélesebb körű eretneküldözés kezdete. Uralkodói neve, az al-Mahdi billáh jelentése: Isten által helyesen vezetett; nincs köze a síiták eszkatologikus megváltójához, akit szintén mahdínak neveznek.

## Útja a trónig
Első állami hivatalát igen fiatalon kapta meg: 758/759 folyamán Horászán helytartójává nevezték ki. Ilyen minőségben nem utazott a tartományába, hanem a dzsibáli Rajjban rendezte be a székhelyét, és a tartomány ügyei helyett a frissen trónra került dinasztia és horászáni híveik közti kapcsolattartást szervezte, ami a későbbiekre nézve egyúttal bázisépítést is jelentett. Apja, aki azzal a feltétellel örökölte a trónt fivérétől, asz-Szaffáhtól, hogy trónörökösévé unokaöccsüket, Ísza ibn Múszát nevezi ki, már helytartói kinevezése évében saját fiát nevezte ki másodiknak az öröklési sorban. Muhammad 762-ben feleségül vette unokatestvérét, asz-Szaffáh Rajta nevű leányát, amivel tovább erősödött pozíciója. Végül al-Manszúr a katonaság támogatásával 764-ben lemondatta Íszát örökösödési igényéről. Az immár trónörökössé előlépett herceg 768-ban tért vissza a fővárosba. Amikor atyja a mekkai zarándoklaton váratlanul meghalt 775 októberében, akadálytalanul átvette a hatalmat.

## Az ortodox kalifa
Uralkodóként rendkívül kegyes, az iszlám előírásait betartó és betartató személyiségnek mutatkozott, aki mind a hitetlenek elleni harcot, mind pedig alattvalói igazságos irányítását igyekezett megvalósítani. Ennek érdekében felújította a bizánci háborúkat (ld. alább), illetve megkezdte a zindíkek (tbsz. zanádika) üldözését. A „zindík” perzsa erejű kifejezés, és eredetileg a manicheusokat jelölte, akik a kalifátus Irakba települése és némi iranizálódása óta kerültek az uralkodó látóterébe; a megnevezés azonban később általánosabb értelemben a bárminemű eretnekek megjelölésére volt használatos. A korabeli üldözések legjelentősebb áldozata Bassár ibn Burd, az arabgyűlölő, részeges költő volt, akit 784-ben a kalifa parancsára halálra korbácsoltak.

### Adminisztráció, jogi fejlődés
A társadalmi igazságosság jegyében egy al-Mahdi egy új hivatalt is létrehozott. A mazálim afféle legfelsőbb fellebbviteli bíróságként működött a kalifa vezetése alatt. A mazálim olyan ügyekben döntött, amelyekben az egyszerű muftik és kádik nem tudtak, mert a – korszakban még egyébként is csak formálódó – saría nem szabályozta az ügyet, vagy mert nem volt meg hozzá a megfelelő tekintélyük, így például hatalmaskodási ügyekben. (A saría stabilizálódásán munkálkodó tudós, a málikita madzhab alapítója, a hagyománygyűjtésben is kiemelkedő Málik ibn Anasz, aki korábban ellenséges viszonyban volt al-Manszúrral, fiával és unokáival már megbékélt, és szorosabb kapcsolatot alakított ki velük. A hanafita iskola dominanciáján azonban nem tudott felülkerekedni.)
A legnagyobb jelentőségű újítás az adminisztrációban kétségkívül a főminiszter, a vezír (eredetileg vazír) kinevezése volt. A vezíri funkció betöltői a későbbiekben a kalifák legbelsőbb bizalmasai, olykor a birodalom tényleges irányítói is lehettek. A hivatalok ellenőrzése érdekében al-Mahdi bevezette a zimám intézményét is, amely könyvelői-hitelesítői feladatokat látott el minden egyes díván mellett.

### Lázadások és eretnekmozgalmak
Al-Mahdi uralma ellen az iráni területeken robbant ki a legtovább tartó felkelés – az itteni feszültségek fejlődésében közrejátszhatott, hogy ebben az időben mind több arab előkelőség szerzett a térségben a helyi birtokosok, a dihkánok rovására földbirtokot. Az ennek következtében kialakuló elégedetlenséget különféle vallási-társadalmi célú, szinkretisztikus mozgalmak próbálták meglovagolni, amelyek többnyire az Abbászidákat trónra segítő, majd túlzott hatalma miatt 755-ben meggyilkolt horászáni Abu Muszlim emlékéhez kapcsolódtak.
A horászáni Mervben a 760-as években lépett fel egy önmagát isteni megtestesülésnek valló próféta, akit csak Elfátyolozottnak (al-Mukanna) neveztek. Al-Mukanna állítása szerint Abu Muszlim nyomdokain haladt, akit szintén az istenség megtestesülésének nyilvánított. A mozgalom 776-ban vált nyílt lázadássá. Al-Mukanna hívei – akiket a híradások szerint szemfényvesztéssel állított a maga oldalára – az egész iszlám ellen fellázadtak, és „prófétájuk” titkos, csak kevés beavatott által ismert tanait győzelemre viendő szabadon mészárolták a muszlimokat. Ebben Buhara utolsó fejedelme is segítette őt. A kalifa hadserege csak évek múltán került fölénybe. Mukannát végül egy hegyi erődjébe szorították, ahol tűzbe vetette magát 783 körül. A muszlim birodalom ekkor kebelezte be Buharát is. Mukanna hívei, akiket fehér viseletük miatt a mubajjada („fehérbe öltözöttek”) névvel illettek, még évszázadokig fennmaradtak Iránban.
Ugyanebben a térségben lázadt fel Júszuf al-Barm 777-ben, akit a központi erők gyorsan levertek. Eközben az al-Barm mozgalmával is kapcsolatba lépő háridzsiták is lázadásokat robbantottak ki: 779-ben a Dzsazíra (Felső-Mezopotámia) és Szíria területén kezdtek sikertelen felkelésbe. A Magribba, azaz Északnyugat-Afrikába menekült háridzsiták egyik fejedelme, a perzsa Abd ar-Rahmán Rusztam, a Rusztamidák ősatyja 777-ben hivatalosan is felvette az imám címet, és tovább folytatta al-Manszúr idején megkezdett, sikertelen harcát a birodalom afrikai területei ellen.
A hagyományos ellenzéki csoportok közül al-Mahdi a síitákkal szemben igyekezett mérsékeltebb politikát folytatni, és Ali ibn Abi Tálib számos prominens leszármazottját az udvarba hívta, illetve megbékéltette különböző juttatásokkal. Ennek meg is lett az az eredménye, hogy uralma alatt nem tört ki nagyobb lázadásuk. Az Omajjádok restaurációja érdekében azonban Felső-Egyiptomban 780–785 között zajlott felkelés, amit a központi seregeknek kellett elfojtaniuk.

### Bizánci háborúk
Al-Mahdi építette ki Rakka városában a későbbi támadások kiindulópontjául szolgáló bázist (780), és 778-tól kezdve többször az éves hadjáratok élére állt, de két alkalommal is kisebbik fiára bízta a feladatot, így 780-ban és 782-ben vezette Hárún a hadjáratot. A 782-es hadjárat különösen nagy sikerrel járt: a muszlimok a Boszporuszig jutottak, és bár nem ostromolták meg Konstantinápolyt, Eiréné császárnénak megalázó békét kellett kötnie. Al-Mahdi ennek a sikernek a hatására adta az ar-Rasíd nevet fiának, és ekkor tette meg második örökösének Músza al-Hádi után.

### Örökösödése
Al-Mahdinak két fia született kedvenc feleségétől, a jemeni Hajzurántól, Músza és Hárún. Al-Mahdí Múszát jelölte ki első örököséül, akinek uralkodása alatt Bagdadban adott különböző állami funkciókat. Úgy tűnik azonban, hogy mind ő, mind felesége jobban kedvelte a bizánci határvidéken szolgálatot teljesítő Hárúnt, akit hadi érdemei nyomán bátyja örököséül jelölt ki. Al-Mahdi feltehetően vadászbalesetben hunyt el 785 augusztusában, ekkor Músza követte a trónon, de az ő rövidesen bekövetkező – talán Hajzurán által is elősegített – halálát követően Hárún lett a bagdadi kalifa.